# Джеймс Окленд
Джеймс Окленд (англ. James Auckland; нар. 1 квітня 1980) — колишній британський тенісист.
Найвищу одиночну позицію світового рейтингу — 282 місце досяг 6 лютого 2006, парну — 57 місце — 9 квітня 2007 року.
Найвищим досягненням на турнірах Великого шолома було 3 коло в парному розряді.
Завершив кар'єру 2009 року.

## Часовий графік результатів
| W | Ф | ПФ | ЧФ | #Р | КТ | К# | DNQ | A | NH |

### Парний розряд
| Турніри Великого шлему                 |     |     |     |     |     |     |     |       |      |     |
| Відкритий чемпіонат Австралії з тенісу |     |     |     |     | 2р  | 1р  |     | 0 / 2 | 1–2  | 33% |
| Відкритий чемпіонат Франції з тенісу   |     |     |     | 2р  | 1р  |     |     | 0 / 2 | 1–2  | 33% |
| Вімблдонський турнір                   | 1р  | 1р  | 2р  | 3р  | 2р  | 1р  | 1р  | 0 / 7 | 4–7  | 36% |
| Відкритий чемпіонат США з тенісу       |     |     |     | 1р  | 1р  |     |     | 0 / 2 | 0–2  | 0%  |
| В-П                                    | 0–1 | 0–1 | 1–1 | 3–3 | 2–4 | 0–2 | 0–1 | 0 /13 | 6–13 | 32% |

## Фінали турнірів ATP за кар'єру

### Парний розряд: 1 (1 поразка)
| Легенда (парний розряд)         |
| ------------------------------- |
| Великий Шлем (0–0)              |
| Фінали Світового туру ATP (0–0) |
| Серія Мастерс ATP (0–0)         |
| Серія турнірів ATP (0–0)        |
| Світова серія ATP (0–1)         |

| Фінали за покриттям |
| ------------------- |
| Тверде (0–1)        |
| Ґрунт (0–0)         |
| Трава (0–0)         |
| Килим (0–0)         |

| Фінали за типом корту |
| --------------------- |
| Відкритий (0–1)       |
| Закритий (0–0)        |

| Результат | В-П | Дата     | Турнір          | Рівень           | Покриття | Партнер     | Суперники                   | Рахунок               |
| --------- | --- | -------- | --------------- | ---------------- | -------- | ----------- | --------------------------- | --------------------- |
| Поразка   | 0–1 | Лют 2007 | Делрей-Біч, США | Серія Інтернешнл | Тверде   | Стівен Гасс | Г'юго Армандо Ксав'є Малісс | 3–6, 7–6(7–4), [5–10] |

## Фінали ATP Челленджер і ITF Ф'ючерс

### Одиночний розряд: 5 (1–4)
| Легенда              |
| -------------------- |
| ATP Челленджер (0–0) |
| ITF Ф'ючерс (1–4)    |

| Фінали за покриттям |
| ------------------- |
| Тверде (1–4)        |
| Ґрунт (0–0)         |
| Трава (0–0)         |
| Килим (0–0)         |

| Результат | В-П | Дата     | Турнір                         | Рівень  | Покриття | Суперник       | Рахунок            |
| --------- | --- | -------- | ------------------------------ | ------- | -------- | -------------- | ------------------ |
| Поразка   | 0–1 | Сер 2001 | Нігерія F1, Лагос              | Ф'ючерс | Тверде   | М-С Драм       | 6–7(5–7), 3–6      |
| Перемога  | 1–1 | Бер 2004 | Нігерія F2, Бенін-Сіті         | Ф'ючерс | Тверде   | Дієго Альварес | 6–1, 5–7, 7–5      |
| Поразка   | 1–2 | Сер 2004 | Велика Британія F4, Гемпстед   | Ф'ючерс | Тверде   | Ніколя Турт    | 3–6, 7–6(7–3), 1–6 |
| Поразка   | 1–3 | Тра 2005 | Korea F1, Соґвіпхо             | Ф'ючерс | Тверде   | Роберт Смітс   | 5–7, 3–6           |
| Поразка   | 1–4 | Бер 2006 | Велика Британія F3, Сандерленд | Ф'ючерс | Тверде   | Мартін Лі      | 7–6(7–5), 1–6, 2–6 |

### Парний розряд: 29 (8–21)
| Легенда               |
| --------------------- |
| ATP Челленджер (4–13) |
| ITF Ф'ючерс (4–8)     |

| Фінали за покриттям |
| ------------------- |
| Тверде (4–14)       |
| Ґрунт (2–3)         |
| Трава (0–2)         |
| Килим (2–2)         |

| Результат | В-П  | Дата     | Турнір                         | Рівень     | Покриття | Партнер              | Суперники                         | Рахунок                 |
| --------- | ---- | -------- | ------------------------------ | ---------- | -------- | -------------------- | --------------------------------- | ----------------------- |
| Перемога  | 1–0  | Вер 2000 | Велика Британія F8, Сандерленд | Ф'ючерс    | Тверде   | Баррі Фулчер         | Бен Гаран Ніл Воттс               | 5–4, 4–2, 45–5, 4–1     |
| Поразка   | 1–1  | Жов 2000 | Велика Британія F11, Лідс      | Ф'ючерс    | Тверде   | Баррі Фулчер         | Джеймс Нелсон Лі Чайлдс           | 4–5, 3–5, 4–2, 2–4      |
| Поразка   | 1–2  | Сер 2001 | Нігерія F2, Лагос              | Ф'ючерс    | Тверде   | Баррі Фулчер         | Ж-М Бурго В-П Меєр                | 4–6, 2–6                |
| Поразка   | 1–3  | Кві 2002 | КНР F1, Куньмін                | Ф'ючерс    | Тверде   | Саймон Діксон        | Данай Удомчоке Джиммі Ванг        | 7–5, 3–6, 2–6           |
| Поразка   | 1–4  | Тра 2003 | Ямайка F3, Монтего-Бей         | Ф'ючерс    | Тверде   | Йоган дю Рандт       | Ендрю Андерсон В-П Меєр           | 4–6, 4–6                |
| Перемога  | 2–4  | Тра 2003 | Ямайка F4, Монтего-Бей         | Ф'ючерс    | Тверде   | Ненад Тороман        | Ендрю Андерсон В-П Меєр           | 6–3, 3–6, 6–4           |
| Поразка   | 2–5  | Сер 2003 | Бразилія F5, Форталеза         | Ф'ючерс    | Тверде   | Пауль Капдевіль      | Александре Бонатту Феліпе Лемос   | 4–6, 7–6(7–5), 6–7(0–7) |
| Поразка   | 2–6  | Лют 2004 | Бахрейн F1, Манама             | Ф'ючерс    | Тверде   | Раміз Джунейд        | Марко К'юдінеллі Урос Віко        | 4–6, 1–6                |
| Перемога  | 3–6  | Тра 2004 | Велика Британія F1, Борнмут    | Ф'ючерс    | Ґрунт    | Томас Блейк          | Олівер Фрілав Девід Шервуд        | 6–4, 6–3                |
| Поразка   | 3–7  | Сер 2004 | Тольятті, Росія                | Челленджер | Тверде   | Ладіслав Шварць      | Теймураз Габашвілі Дмитро Власов  | 3–6, 7–5, 4–6           |
| Поразка   | 3–8  | Тра 2005 | Korea F2, Соґвіпхо             | Ф'ючерс    | Тверде   | Росс Гатчінс         | Чун Хі Сьок Ім Кю Те              | 6–7(3–7), 6–3, 3–6      |
| Поразка   | 3–9  | Лип 2005 | Манчестер, Велика Британія     | Челленджер | Трава    | Денієл Кірнан        | Марк Гілтон Джонатан Маррей       | 3–6, 2–6                |
| Поразка   | 3–10 | Сер 2005 | Памплона, Іспанія              | Челленджер | Тверде   | Денієл Кірнан        | Айсам Куреші Ловро Зовко          | 6–2, 3–6, 4–6           |
| Перемога  | 4–10 | Вер 2005 | Франція F13, Мюлуз             | Ф'ючерс    | Тверде   | К Іванов-Смоленський | Сіріль Спанеліс Марк Стеґер       | 7–6(7–3), 6–4           |
| Перемога  | 5–10 | Лис 2005 | Аахен, Німеччина               | Челленджер | Килим    | Джеймі Дельгадо      | Міхаель Кольманн Ларс Бургсмюллер | 2–6, 7–5, 6–3           |
| Поразка   | 5–11 | Лис 2005 | Прага, Чехія                   | Челленджер | Килим    | Яспер Сміт           | Філіп Полашек Сергій Стаховський  | 3–6, 6–3, 6–7(5–7)      |
| Поразка   | 5–12 | Кві 2006 | Велика Британія F5, Бат        | Ф'ючерс    | Тверде   | Річард Блумфілд      | Тобіас Клеменс Раміз Джунейд      | 7–6(7–5), 2–6, 3–6      |
| Поразка   | 5–13 | Сер 2006 | Ґрац, Австрія                  | Челленджер | Тверде   | Джеймі Дельгадо      | Джонатан Маррей Росс Гатчінс      | 7–6(7–5), 4–6, [13–15]  |
| Поразка   | 5–14 | Тра 2007 | Загреб, Хорватія               | Челленджер | Ґрунт    | Джеймі Дельгадо      | Томас Беренд Андре Гем            | 2–6, 1–6                |
| Поразка   | 5–15 | Чер 2007 | Сербітон, Велика Британія      | Челленджер | Трава    | Стівен Гасс          | Алекс Кузнєцов Міша Зверєв        | 6–2, 3–6, [6–10]        |
| Перемога  | 6–15 | Сер 2007 | Стамбул, Туреччина             | Челленджер | Тверде   | Росс Гатчінс         | Дік Норман Крістоф Вліген         | 5–7, 7–6(7–5), [10–7]   |
| Поразка   | 6–16 | Тра 2008 | Марракеш, Марокко              | Челленджер | Ґрунт    | Джеймі Дельгадо      | Фред Жіл Флорін Мерджа            | 2–6, 3–6                |
| Перемога  | 7–16 | Жов 2008 | Ренн, Франція                  | Челленджер | Килим    | Дік Норман           | Їв Аллегро Горія Текеу            | 6–3, 6–4                |
| Поразка   | 7–17 | Жов 2008 | Коллінг, Данія                 | Челленджер | Тверде   | Тодд Перрі           | Брендан Еванс Кріс Гаггард        | 3–6, 5–7                |
| Поразка   | 7–18 | Лис 2008 | Еккенталь, Німеччина           | Челленджер | Килим    | Марсіу Торріс        | Їв Аллегро Горія Текеу            | 3–6, 6–3, [7–10]        |
| Поразка   | 7–19 | Бер 2009 | Сараєво, Боснія і Герцеговина  | Челленджер | Тверде   | Рогір Вассен         | Костянтин Кравчук Давід Олейнічак | 2–6, 6–3, [7–10]        |
| Перемога  | 8–19 | Кві 2009 | Монца, Італія                  | Челленджер | Ґрунт    | Тревіс Реттенмаєр    | Душан Кароль Ярослав Поспішил     | 7–5, 6–7(6–8), [10–4]   |
| Поразка   | 8–20 | Кві 2009 | Софія, Болгарія                | Челленджер | Ґрунт    | Петер Лучак          | Домінік Грбатий Давід Шкох        | 2–6, 4–6                |
| Поразка   | 8–21 | Тра 2009 | Тенерифе, Іспанія              | Челленджер | Тверде   | Джошуа Гудолл        | Александер Пея Філіпп Пецшнер     | 2–6, 6–3, [4–10]        |